# Linguística computacional
Linguística computacional ou processamento de língua natural (PLN, em inglês Natural Language Processing, sigla NLP) é um campo multidisciplinar que envolve a Inteligência Artificial, a Informática, a Estatística e a Linguística e que se utiliza de processos computacionais para manipulação da linguagem humana. Os linguistas computacionais almejam desenvolver, através de modelos lógico-formais  ou estatísticos de línguas naturais, sistemas com capacidade de reconhecer e produzir informação apresentada em linguagem natural.
A disciplina foi originalmente desenvolvida por cientistas da computação especializados na aplicação de computadores para o processamento de línguas naturais. Linguistas computacionais muitas vezes trabalham como membros de equipes interdisciplinares, incluindo linguistas (pessoas com formação específica na área), pessoas com conhecimentos sólidos das línguas relevantes para um determinado projeto e cientistas da computação. Em geral, a linguística computacional conta com o envolvimento de linguistas, cientistas da computação, especialistas em inteligência artificial, matemáticos, lógicos, filósofos, cientistas cognitivos, psicólogos cognitivos, psicolinguistas, antropólogos e neurocientistas, entre outros.
A linguística computacional possui abordagens tanto teóricas quanto aplicadas. Sua vertente teórica se ocupa de questões em linguística teórica e ciência cognitiva, enquanto a aplicada se concentra sobre os resultados práticos da manipulação mecânica da linguagem humana.
A linguística computacional como área antecede os estudos de inteligência artificial, campo ao qual é geralmente associada. As origens desta disciplina remontam à década de 1950 e se devem em grande parte aos esforços dos Estados Unidos em usar computadores para traduzir automaticamente documentos redigidos em outras línguas(especialmente russo) para o inglês. Como computadores podem fazer cálculos aritméticos muito mais rápido e com maior precisão do que humanos, pensou-se que seria apenas uma questão de tempo até que os detalhes técnicos pudessem ser aprimorados para permitir a mesma capacidade notável para processar linguagem. Apesar de os resultados obtidos pela tradução automática não serem ainda perfeitos, uma qualidade bastante razoável de tradução já é possível para vários tipos de textos. Isso evidencia a consolidação desta área de pesquisa voltada ao desenvolvimento de métodos, algoritmos e softwares que levam um computador à condição de lidar com uma língua natural de forma útil e sensata aos olhos humanos.

## Algumas das áreas de estudo da Linguística Computacional
- Linguística de corpus auxiliada por computador;
- Análise sintática (parsing) em língua natural;
- Part-of-speech tagging;
- Representação de conhecimento (Knowledge representation);
- Recuperação de informação (Information Retrieval)
- Web semantica (Semantic Web)
- Tradução automática

## Aplicações populares
- Reconhecimento de fala
- Síntese de voz
- Máquinas de busca
- Tradução automática
- Correção automática em processadores de texto
- Extração de informações de textos
- Sumarização automática